# Unterthal (Reischach)
Unterthal ist ein Ortsteil der Gemeinde Reischach im oberbayerischen Landkreis Altötting.

## Lage
Der Weiler liegt ca. 1,7 km nördlich von Reischach. Die fünf Anwesen verteilen sich etwas verstreut auf freier Flur. Eine in Fuchshub von der B 588 abzweigende Straße führt zu dem Ort und weiter zur Kreisstraße AÖ 32.

## Geschichte
Sehr wahrscheinlich ist Unterthal schon viel länger besiedelt als das 400 m entfernte Oberthal, das vermutlich im 10. oder 11. Jahrhundert entstanden ist. Im Jahr 1300 wurde noch nicht zwischen den beiden Orten unterschieden, sie wurden beide als Thal bezeichnet, was im heutigen Sprachgebrauch noch immer so der Fall ist.
Bis zur Gemeindegebietsreform war Unterthal ein Ortsteil der Gemeinde Arbing. Diese wurde am 1. Juli 1971 in die Gemeinde Reischach eingegliedert.

## Sehenswertes
- Blockbau-Obergeschoss eines ehemaligen Bauernhauses

→ Liste der Baudenkmäler in Reischach